# Чиппева (округ, Мичиган)
Чи́ппева (англ. Chippewa County) — округ в штате Мичиган, США. Официально образован 22 декабря 1826 года. По состоянию на 2010 год, численность населения составляла 38 520 человек.

## География
По данным Бюро переписи США, общая площадь округа равняется 6 988,837 км2, из которых 4 036,312 км2 суша и 2 952,525 км2 или 42,250 % это водоёмы.

## Население
По данным переписи населения 2010 года в округе проживает 38 520 жителей в составе 14 329 домашних хозяйств и 9 106 семей. Плотность населения составляет 9,50 человек на км2. На территории округа насчитывается 21 253 жилых строений, при плотности застройки около 5,30-ти строений на км2. Расовый состав населения: белые — 72,30 %, афроамериканцы — 15,80 %, коренные американцы (индейцы) — 6,50 %, азиаты — 0,60 %, гавайцы — 0,10 %, представители других рас — 0,20 %, представители двух или более рас — 4,60 %. Испаноязычные составляли 1,20 % населения независимо от расы.
В составе 28,20 % из общего числа домашних хозяйств проживают дети в возрасте до 18 лет, 47,50 % домашних хозяйств представляют собой супружеские пары проживающие вместе, 10,90 % домашних хозяйств представляют собой одиноких женщин без супруга, 36,50 % домашних хозяйств не имеют отношения к семьям, 29,50 % домашних хозяйств состоят из одного человека, 0,00 % домашних хозяйств состоят из престарелых (65 лет и старше), проживающих в одиночестве. Средний размер домашнего хозяйства составляет 2,34 человека, и средний размер семьи 2,88 человека.
Возрастной состав округа: 20,10 % моложе 18 лет, 11,00 % от 18 до 24, 26,50 % от 25 до 44, 27,70 % от 45 до 64 и 27,70 % от 65 и старше. Средний возраст жителя округа 40 лет.
Средний доход на домохозяйство в округе составлял 39 351 USD, на семью — 54 625 USD. Среднестатистический заработок мужчины был 25 760 USD против 16 782 USD для женщины. Доход на душу населения составлял 19 334 USD. Около 2,30 % семей и 18,60 % общего населения находились ниже черты бедности, в том числе — 26,00 % молодежи (тех, кому ещё не исполнилось 18 лет) и 10,00 % тех, кому было уже больше 65 лет.